# Dogabe Jeremiah
Dogabe A. Jeremiah (* 1940) ist ein nauruischer Politiker und Parlamentsabgeordneter.
Jeremiah ist seit 2003 Mitglied des nauruischen Parlaments in Yaren. Er wurde 2003 und 2004 von seinem Wahlkreis Meneng dorthin gewählt. 2003 wurde er nauruischer Minister für Öffentlichkeitsarbeit und Wohnungsbau unter Präsident Ludwig Scotty. 2007 wurde Jeremiah als Mitglied der Verfassungskommission Naurus entfernt, da er 24 Mal nicht zu Sitzungen dieser erschien.